# Simplicia floccosa
Simplicia floccosa là một loài bướm đêm trong họ Noctuidae.